# Trésor ecclésiastique de Lima
Le trésor ecclésiastique de Lima est un trésor amassé par l'église pendant l'occupation de Lima par l'Empire espagnol. Lors de la guerre d'indépendance du Pérou, le trésor fut le 19 août 1821 mis à l'abri par les autorités de Lima, comme le raconte dans ses mémoires l'amiral anglais Thomas Cochrane, afin de l'évacuer, puis perdu ou volé par le marin chargé de l'évacuer, ce qui a donné lieu depuis à une chasse au trésor.

## Histoire

### Les événements de 1820-1822

#### Contexte général
Après avoir vaincu au XVIe siècle l'Incas, l'Empire espagnol contrôlait depuis trois siècles l'ensemble Pérou-Bolivie et les riches mines d'argent de Potosi, à partir de  Lima où était installé le vice-roi des Indes, José de la Serna (1770-1832). Au cours des siècles, l'Église catholique y rassembla un énorme trésor, sous forme de pierres et métaux précieux fondus dans du mobilier ecclésisatique. Selon un inventaire repris par les archéologues, ce « trésor de Lima » comptait 113 statues religieuses en or, dont des statues de Marie tenant l'enfant Jésus, 200 couronnes de joaillerie, 273 épées incrustées de pierre, environ un millier de diamants et couronnes en or, 150 calices et des centaines de barres d'or et d'argent. Le trésor dans son ensemble a été évalué entre 12 millions et 60 millions de dollars.
Mais au début du XIXe siècle, l'Empire espagnol vit ses premières graves difficultés avec ses colonies en raison des guerres d'indépendance en Amérique du Sud, qui entraineront sa dislocation dans les années 1820 sous la pression du révolutionnaire Simón Bolívar père des indépendances nationale du continent sud-américain.
Bolivar recrute le Français Gabriel Lafond de Lurcy comme lieutenant à bord du Santa Rita (1821), effectuant la jonction avec l'amiral anglais Thomas Cochrane, ex-éminence de la Royal Navy.

#### La pression militaire contre Lima
Lima subit alors une forte pression militaire avant d'être finalement évacuée. Avant même l'évacuation, le vice-roi de Lima avait décidé de transporter hors de la ville les fabuleuses richesses du trésor. Cet épisode sera raconté en 1860 dans les mémoires de l'amiral anglais Thomas Cochrane,.
L'été 1821 voit ensuite l'arrivée massive de navires de commerces anglais et disparition du trésor ecclésiastique de Lima que le vice-roi  José de la Serna confie au capitaine William Thompson, face à l'avancée de la flotte de Thomas Cochrane. L'anglais William Thompson, originaire de Terre-neuve, avait fait partie dans les années 1810 des 17 marins qui ont survécu à la mutinerie contre le corsaire anglais Bennet Graham, qui avait amené ce dernier à débarquer une partie de son équipage sur les côtes.
Le 28 juillet 1821, José de San Martín s'empare de Lima et déclare l'indépendance du Pérou et à l'automne 1821 les défaillances dans la solde et l'alimentation génèrent des désertions en masse de marins étrangers au service du Pérou à Lima et Callao, générant de gros problèmes de discipline . Les négociants espagnols se plaignent à Thomas Cochrane des saisies de navires . Le 22 octobre 1821, William Thompson, commandant de la "Mary Dear" reçoit de la couronne espagnole la mission de transporter le trésor vers Mexico. Il était accompagné de six gardes armés et d'ecclésiastiques espagnols.

#### Piraterie à bord de la "Mary Dear"
Thompson et son équipage ne purent résister à la tentation ; après avoir tranché la gorge des gardes et des prêtres, ils jetèrent leurs corps à la mer,.
D'autres actes de piraterie sont alors constatés. Le capitaine Robert Simpson commande le navire "Araucano", dont l'équipage se mutine et attaque la ville de Loreto[Laquelle ?], où Simpson est abandonné et les églises espagnoles pillées avant de fuir à  Honolulu, sur Hawaï, puis Huahine, dans les îles de la Société
Thompson se dirigea vers l'île Cocos[réf. nécessaire], à 350 miles au large de la côte de l'actuelle Costa Rica, où lui et ses hommes auraient enterré le trésor, puis décidé de se séparer et de faire profil bas jusqu'à ce que la situation se soit calmée, pour plus tard se répartir le butin. Ils brûlèrent la Mary Dear et regagnèrent l'île sur des canots de sauvetage.

#### La réaction espagnole
Cependant, les pirates improvisés ne purent échapper à un procès pour piraterie, car les corps de certains des prêtres égorgés furent retrouvés. Thompson et son second furent condamnés à être pendus. Pour sauver leur vie, ils acceptèrent de guider les Espagnols vers le trésor volé. Une fois sur l'île Cocos, ils réussirent à s'échapper dans la jungle, où ils passèrent six mois. Thomson retourna par la suite à Terre-Neuve avec l'aide d'un baleinier où il vécut jusqu'à sa mort.
Il confia, peu avant sa mort, son histoire et une carte du trésor à l'aventurier canadien John Keating. Celui-ci réunit associés et capitaux pour fouiller l’île, où il fut victime d’une mutinerie et dut s’enfuir à la hâte, à bord d’une chaloupe, puis mourut avant d’avoir pu organiser une seconde expédition.

### La chasse au Trésor

#### L'île Cocos du Costa Rica
Les chasseurs de trésors du monde entier ont entrepris plus de 500 expéditions entre 1846 et 1997 à la recherche du Trésor ecclésiastique de Lima, essentiellement sur l'île Cocos, à 350 miles à l'ouest du Costa Rica, d'une superficie de 24 km2. Le trésor n'a jamais été retrouvé sur cette île, très pluvieuse, infestée de rats, dont le sol a été troué de toutes parts.
Les rivières et les cascades de l'île recèlent de nombreuses grottes cachées, selon les scientifiques et celle où William Thompson aurait mis à l’abri le trésor a probablement vu son accès bouché par un glissement de terrain, selon l'archéologue Shaun Whitehead.
L'un des chasseurs de trésors les plus notables a été l'Allemand August Gissler, qui a vécu sur l'île de 1889 à 1908 puis perdu sa femme. Un autre a été le gangster  américain Bugsy Siegel[réf. nécessaire]. La légende du trésor sur l'île Cocos attire des dizaines de chasseurs de trésor chaque année,.

#### L'ex-île Cocos de Polynésie
Dans un livre paru en allemand en 2005, traduit en français en 2017 avec des ajouts, l'écrivain franco-suisse Alex Capus a soutenu la thèse voulant que le trésor de Lima n'ait pas été dissimulé par ses voleurs sur l’île Cocos, mais sur Tafahi, une petite île de Polynésie aux dimensions quasi-similaires, elle aussi issue d'un strato-volcan, dans l'archipel des Tonga, à moins de 24 heures en pirogue du lieu de l’archipel des Samoa où le romancier écossais Robert Louis Stevenson a passé les quatre dernières années de sa vie, avant de décéder en 1893 à 44 ans seulement.
Selon lui, Robert Louis Stevenson a découvert que cette île était appelée île Cocos sur les anciennes cartes navales, et qu'avec les courants marins, il était tout à fait possible que le navire de  William Thomson, en prenant la fuite depuis le Pérou, se soit échoué dans les environs. Pour Alex Capus, Stevenson a passé la fin de sa vie à y chercher le trésor et l'a peut-être trouvé, ce qui expliquerait son choix d'y investir tout son patrimoine, dont la valeur a fortement augmenté à cette période, ses héritiers se chargeant ensuite de continuer à recycler, peu à peu et discrètement, les biens ecclésiastiques découverts à Tafahi.

## Chronologie
- Après 1812: l'anglais Bennett Graham, ancien de la Bataille de Trafalgar, reçoit le commandement du navire de guerre HMS Devonshire de 75 canons, construit en 1812 à Barnard et commandé jusqu'en 1814 par Sir Ross Donnelly[14]. Il devient pirate contre les espagnols connu sous le nom de Bonito ou Benito[15], notamment en Afrique, puis indésirable auprès des anglais, qui lui reprochent d'attaquer d'autres pavillons.
- 1817: le pirate portugais Dominico Pedro Benitez, parfois confondu avec Bennett Graham[16], s'empare à Matanzas (Cuba) du "Lightning", qu'il renomme "Relampago", un brick à 9 canons, qui aurait été construit en 1814 pour le commerce entre l'Angleterre et Terre-Neuve puis celui, illégal, des esclaves[17].
- avril 1817, Antonio Álvarez Jonte, envoyé par les insurgés sud-américains, arrive à Londres avec 100 000 $[Note 1] pour recruter des marins pour la marine chilienne.
- 1818: Bennett Graham envoyé aux commandes du HMS Devonshire superviser les côtes entre le Cap Horn et Panama[18].
- novembre 1818: chassé de la Royal Navy car son oncle Andrew Cochrane-Johnstone l'avait impliqué dans la fraude boursière de 1814[8], le prestigieux[8] amiral anglais Thomas Cochrane arrive à Valparaíso, acceptant la proposition des « patriotes chiliens » de commander leur marine de 7 navires[8] contre l'Espagne[8].
- 1819: Bennett Graham s'empare de l'or de la ville d’Acapulco[13] et de deux gallions revenant des Philippines, enterre du butin à l'île Cocos[19]. Il subit une mutinerie, à laquelle 17 marins survivent, parmi lesquels William Thomson, débarqués par le pirate sur les côtes[7].
- 22 mars 1819: son 2e raid contre Callao échouant[8], Cochrane passe à la guerre de côtes[8], pour bloquer les déplacements espagnols, et amasser du butin pour financer un blocus de Callao[8].
- 20 août 1820: José de San Martín et Cochrane organisent une expédition contre le Pérou, partie de Valparaíso.
- 8 septembre 1820: ils débarquent avec 4 000 hommes à Pisco, au Pérou puis dans la baie de  baie de Paracas.
- 18 mai 1821: échec des négociations loyalistes-insurgés au Pérou[8].
- 25 juin 1821: les Anglais implorés d'abandonner leur neutralité par une lettre du vice-roi de Lima car le blocus de Callao affame le peuple[8].
- 4 juillet 1821: les loyalistes fuient Lima[8], se replient sur Callao.
- été 1821: 40 navires de commerces anglais arrivent à Lima[4] alors que le port d'Ancón est rouvert par les insurgés.
- fin juillet 1821: graves incidents entre Cochrane et la Navy chargée d'assurer la transition [8].
- 28 juillet 1821: José de San Martín s'empare de Lima et déclare l'indépendance du Pérou.
- Automne 1821: Cochrane refuse l'allégeance à José de San Martín, s'emparant de son trésor de guerre (283 000 dollars) en quittant le Pérou pour le Chili.
- Automne 1821: désertions en masse de marins étrangers au service du Pérou, faute de solde[8]. Les négociants espagnols se plaignent à Cochrane des saisies de navires [8].
- 19 août 1821: le trésor mis à l'abri dans un fort de Callao par les autorités de Lima[2],[6].
- 22 octobre 1821: William Thomson reçoit une mission de la couronne espagnole[9]: embarquer 24 males et naviguer vers le Mexique[9].
- Années 1820: William Thompson tue les six soldats du vice-roi du Pérou embarqués avec le trésor[3],[9], dont il s'empare[3], mais leurs corps sont retrouvés et il est arrêté par un navire de guerre espagnol[3],[9], puis parvient à s'enfuir[3],[9].
- novembre 1822: les tremblements de terre au Chili causent le départ de Cochrane pour le Brésil.
- 1824: Bennett Graham arrêté par trois vaisseaux de guerre anglais dans la baie de Buenaventura, en Colombie[20]. Il aurait enterré un trésor sur l'île Cocos, selon les déclarations faux autorités américaines par son épouse 30 ans après sa mort. Pour sa part, sa maitresse Mary Wesh raconte que les pirates ont enterré le trésor dans une grotte de Swann Bay à Queenscliff, dans la Péninsule de Bellarine, en face de la Tasmanie en parlant de l'île Cocos puis changera le lieu recherché.
- Années 1820 ou 1830: John Keating rencontre dans la baie de Matanzas (es) William Thomson, qui affirme avoir fui en traversant le Mexique[21] puis l'accueille chez sa mère à Prescott Street à Terre-Neuve et en fait son ami[21],[22].
- 1838: Thomson réapparait avec son navire la Mary Dear[7]. Une version de son périple affirme qu'il a passé du temps aux îles Samoa, selon Frederick Hackett[7]. Il confie son secret à John Keating[3].
- Années 1830: John Keating, William Boig et William Thomson tentent de monter une expédition pour chercher le trésor[21].
- 25 janvier 1841: devant l'hôtel des douanes de Saint-Jean de Terre-Neuve[23], la presse locale relate le départ du brick "Edgecombe"[23] vers Rio de Janeiro, à moitié chargé de poisson séché livré par Job Brothers [23]. Il est dirigé par John Keating (marin), selon les registres maritimes consultés par l'historien Jack Fitzgerald[23],[22], associé à William Boig[23]. À Rio, ils perdent du temps à attendre leur financier[23], le capitaine Gault de la firme Smith and Irwin[23], venu de Liverpool[23] et ralenti par une tempête[23]. Un quatrième officiel, le capitaine Briz[23], changera de navire aux îles Falklands[23], juste avant le Cap Horn[23].
- 18 juin 1841: le navire de Saint-Jean de Terre-Neuve dirigé par John Keating arrive à l'île Cocos après avoir déchargé à Rio de Janeiro[23].
- années 1840: John Keating se fait appeler "Keating of the Cocos"[21]. Ouverture de la taverne "Keating's corner", au coin des rues Holloway et Prescott, qui incluait le "Devonshire Inn", du nom d'un bateau volé selon la légende par Thomson aux anglais. Son récit devient la base des autres sur ce trésor[24].
- 1845: seconde expédition de Saint-Jean de Terre-Neuve vers l'île Cocos, dirigée par John Keating. Il localise le trésor mais ne peut l'embarquer, à cause d'une mutinerie et s'enfuit dans une chaloupe[3].
- 1851 : fin de la ruée vers l'or en Californie et début des ruées vers l'or en Australie.
- 1852-1853 : John Welch quitte la ruée australienne pour s'installer à San Francisco avec son épouse Mary Welch, qui a purgé sa peine et accorde aux journalistes une longue interview[25].
- début 1854 : fondation à San-Francisco de la société "Cocos Expédition", détenue par les courtiers assureurs de la "Main and Winchester Saddlery", elle-même fondée à San Francisco, en 1849[13], qui affrète le vapeur Francis L. Stell avec à bord Mary Welsh, ex-maitresse de Bennett Graham[19], direction l'île Cocos.
- début 1854 : l'expédition a épuisé son ravitaillement, doit retourner à San Francisco et explique que le littoral de l'île a beaucoup changé.
- 1860: l'autobiograpie de l'amiral Thomas Cochrane est publiée, confirmant le déménagement du trésor en 1821 et son évaluation[2].
- octobre 1863: le navire Adelante dépose 426 ex-esclaves des Tongas sur l'île Cocos par crainte d'une épidémie.
- 1868 : John Keating fait naufrage près de Coddrey Village à  Terre-Neuve puis confie son "secret" à son timonier Nicholas Fitzgerald, qui l'a sauvé[13].
- 1870 : en pêchant, Nicholas Fitzgerald fait à son tour naufrage. Il se confiera plus tard à l'amiral britannique Curzon Howe, dont le fils, également officier de marine[26], transmettra au pilote automobile Malcolm Campbell[13].
- 1870 : fondation à New-York de la "Hidden Trasure Company"[13].
- 31 octobre 1879[13], un article du grand quotidien  The San Francisco Call[13], révèle en première page[27] que deux navires différents ont lancé une expédition pour retrouver le trésor ecclésiastique de Lima[27] sur l'île Cocos. Parmi eux, la Goélette Vanderbilt est revenue bredouille[13].
- 1882: décès de  John Keating, natif de Harbour Grace, à 74 ans[21].
- 1885: le capitaine Thomas Hackett monte une expédition pour l'île Cocos mais décède en route, à Cuba, de la fièvre jaune[28].
- juillet 1888: l'écrivain Robert Louis Stevenson part s'installer à Upolu (Samoa) où il arrive en 1890 à l'issue d'un reportage, lieu pas le plus sain pour sa santé fragile[27].
- 1892: expédition à l'île Cocos de Von Bremer qui y investit toute sa fortune[29].
- 1894: expédition pour l'île Cocos de "l'Aurora"[29], parti de Vancouver de Marie Brennan[19], la veuve, remariée, de John Keating[30] avec le capitaine Frederick Hackett, lui aussi marin de Saint-Jean de Terre-Neuve, où son frère et lui étaient amis de jeunesse de John Keating, avec qui il a ensuite navigué[31].
- 10 septembre 1894: lettre de Nicholas Fitzgerald à Curzon Howe racontant sa rencontre avec John Keating en 1868, puis donnant des détails sur l'île Cocos[32].
- années 1890: Nicholas Fitzgerald monte une expédition avec l'aventurier Hervey de Montmorency(1868-1942), qui finance en échange de 5% des gains[21] en fait un livre[21],[33].
- 1896: le commandant militaire anglais Shrapnel débarque sur l'île Cocos avec 300 marins du Haughty[20].
- 1897: le gouvernement du Costa Rica concède un territoire sur l'île Cocos au chasseur de trésors August Gissler, qui y reste de 1899 à 1908.
- 1896: nouvelle expédition vers l'île Cocos, menée par Hervé de Montmorency[22].
- 1898: expédition de la 2e femme de John Keating, Catherine Wood, dont la famille possédait un quai à Maggotty Cove, territoire de baleiniers[22].
- 1898: le Captain Voss accoste sur l'île Cocos dans le sloop Xora[29].
- 1903: expédition vers l'île Cocos menée par Hervé de Montmorency, qui en fera le récit, à bord du Lytton, avec de nouveau Frederick Hackett et la veuve, remariée de John Keating[34],[30] et le Captain Shrapnel[29], sur la brigantine Blakely, partie à nouveau de Vancouver.
- décembre 1904: Lord Fitzwilliam arrive à l'île Cocos sur son yacht puis se heurte à une autre expédition de Arnold Gray[29].
- 1905: décès de  Nicholas Fitzgerald à Harbour Grace, où il est enterré[21].
- 18 avril 1906 : le séisme géant de San Francisco prive de toit 80% des 410 000 habitants[35] et détruit les bibliothèques.
- 1924: le pilote automobile Malcolm Campbell retrouve à Madère son vieil ami K. Lee Guinness, arrivé sur son yacht, le Adventuress: ils décident de chercher le trésor sur l'île Cocos mais se heurtent à la météo[32].
- 1926: expédition commune sur l'île Cocos[13], Malcolm Campbell mis en contact avec le fils de Curzon Howe[32], qui porte le nom de son père[32].
- 1927 et 1929: le capitaine français Tony Mangel examine toute la correspondance au Nautical & Traveler Club of Sydney de Nouvelle-Écosse[19] puis découvre l'inventaire du musée de Caracas[20] et explore deux fois l'île.
- 1931: Malcolm Campbell publie son livre "My Greatest Adventure Searching for Pirate Treasure in Cocos Island"
- Fin 1932: le Queen of Scots armé par la Treasure Recovery Limited met le cap sur l'île Cocos.
- juin 1934: le mécanicien de navire belge, Petrus Bergmans, sur des données fournies par Tony Mangel, revendique la découverte en 1831 d'une vierge en or de 0,60 m de hauteur revendue 11 000 dollars à New York[36].
- 1935: Stanley Rogers réédite son livre de 1928 avec un chapitre récapitulant les recherches.
- 1935: un historien découvre l’inventaire détaillé du trésor volé aux archives du Musée de Caracas (Venezuela)[36]
- 1960: deux journalistes du New York Times publient un livre récapitulant les recherches sur l'île Cocos.
- 1952: le spéléologue français Robert Vergnes explore l'île Cocos avec deux compagnons mais doit abandonner son séjour, car tous deux sont morts noyés[3].
- 1958: Robert I. Nesmith, président de l'American Numismatic Society dans les années 1840, publie un pamphlet contre la théorie de la présence du Trésor de Lima en Tasmanie ou sur l'île Cocos, après avoir visité la cathédrale de Lima, qui selon lui n'a pas été pillée[37],[38].
- 1962: le chercheur de trésors Robert Charroux publie un livre récapitulant les recherches  sur l'île Cocos.
- 1973: le spéléologue français Robert Vergnes revient sur l'île Cocos mais constate que la grotte a été comblée par un éboulis puis repart bredouille[3].
- 1988: la cinéaste et biologiste allemande Ina Knobloch va sur l'île pour la 1re fois[9].
- 1994: l'île Cocos transformée en parc national[9] puis classée au Patrimoine mondial[3],[9].
- 2005: 'écrivain franco-suisse Alex Capus estime que le trésor de Lima, s'il existe, ne se trouve pas sur l'île Cocos, mais sur celle de Tafahi en Polynésie[3].
- 2012: l'historien Jack Fitzgerald coopère avec Ina Knobloch[21], qui obtient avec l'ingénieur britannique Shaun Whitehead[9] l'autorisation d'aller sur l'île Cocos[3] avec un drône-caméra permettant de dresser une carte en 3D pour détecter les cavités[3] en vue du livre "Le Secret de l’île au trésor"[9], où elle estime que "L’île au trésor" de Robert Louis Stevenson est bien l'île Cocos[9].
- 2013: Fitzgerald publie un article dans The Telegram (presse terre-neuvienne) mentionnant avoir identifié des tombes[21].
- 11 décembre 2017: Fitzgerald  publie dans The Telegram[23] les registres maritimes prouvant les voyages de John Keating [23].

## Culture

### L'exposition artistique des années 2010
Trésor de Lima : une exposition enterrée est un projet d'art organisé par Nadim Samman pour le musée Thyssen-Bornemisza et commandé par Francesca Thyssen-Bornemisza, qui a réuni des biologistes marins, des collectionneurs, et des marins pour s'engager sur les questions de conservation de la nature, tout en explorant l'histoire de la piraterie sur l'Île Cocos. Des artistes de renom ont été mobilisés pour une exposition ; leurs œuvres ont été enfermées dans un coffre, conçu par les architectes Aranda / Lasch, puis enterrées dans un lieu secret sur l'île Cocos en mai 2014. Les coordonnées GPS cryptées du lieu d'exposition ont été placées à l'intérieur d'une deuxième version du coffre et vendues aux enchères le 13 novembre 2014 pour amasser des fonds pour une recherche sur les requins et la conservation de la nature à l'Île Cocos.

## Sources
- "A la caza del gran tesoro pirata" par Tommaso Koch, à Madrid le 24 août 2012 dans El País[9].
- "Peru and the british naval station (1808-1839)" par Jorge Ortiz-Sotelo. Thèse de doctorat à l'Université de St Andrews [8].
- "Autobiography of a Seaman" II, Volume 2, Editions Richard Bentley, autobiographie de l'amiral anglais Thomas Cochrane, comte de Dundonald, première publication en 1860, Volume 1 [2].
- registres maritimes du Lloyds consultés par l'historien Jack Fitzgerald[23], utilisé pour son article "From Newfoundland to Treasure Island" dans le quotidien The Telegram[23].
- "L'écrivain Alex Capus part sur les traces de Robert Stevenson" par la Radio télévision suisse le 22 mai 2017[41].
- "Stevenson, l'homme au trésor", par Philippe Chevilley, dans Les Echos le 30 juin 2017[27].
- "La véritable et étonnante histoire de «L’Ile au trésor»" par Lisbeth Koutchoumoff Arman, dans le quotidien suisse Le Temps 26 mai 2017  [42].
- "Voyageur sous les étoiles" par Alex Capus aux Éditions Actes Sud en 2017[13].